# Statskuppen i Mali 2012
Den 21 mars 2012 attackerade en grupp ur Malis försvarsmakt flera platser i huvudstaden Bamako, inklusive presidentpalatset, den statliga televisionen, och militära baracker. Soldaterna, som sade att de hade bildat Nationellkommittén för återupprättande av demokrati och staten förklarade följande dag att de hade störtat regeringen under Amadou Toumani Touré, och tvingat honom att gå under jorden.

## Bakgrund
Statskuppen genomfördes efter veckor av protester på grund av regeringens hantering av det nomad-ledda upproret i landets norra delar. Soldater hade krävt fler vapen och mer resurser för sin kampanj mot rebellerna och de var missnöjda med vad de uppfattade som en brist på statligt stöd för armén. Touré var inne på sin näst sista månad som president eftersom hans mandat skulle löpa ut efter presidentvalet i april 2012.

## Tidslinje

### 21 mars
Den 21 mars åkte försvarsministern General Sadio Gassama till det militära lägret i Kati, 15 kilometer norr om Bamako, för att desarmera en protest som planerades hållas under följande dag av soldater i lägret mot vad de upplevde som en dålig hantering av konflikten med Tuaregupproret i norra Mali. Han möttes med burop och stenar kastades på hans bil, han sekvestrerade då hans vakter sköt varningsskott i luften. The minister was released thanks to the intervention of the Kati zone commander ("commandant de zone"). Ministern släpptes tack vare ingripande av Katizonens kommendör. Soldaterna stormade sedan vapen- och ammunitionslagret som fanns på lägrets område. Två soldater skadades, men presidenten sade att Gassama varken skadats eller gripits.
Senare samma dag rullade pansarfordon in utanför presidentpalatset, och reportrar kunde höra 10 minuter med skottlossning nära den statliga tv-kanalens huvudkvarter, vars program gick luften. Soldater blockerade vägen till byggnaderna. Associated Press talade med en soldat som sa att när soldaterna gick in i palatset, hade Tourés livvakter inte försökt försvara byggnaden. Soldaterna ska ha letat efter Touré, men inte hittat honom.
På kvällen, efter flera timmar av avbrott började Malis statliga tv återigen sändas med ett kort meddelande visat mot bakgrund av traditionell malisk musik och dans. "Inom kort kommer ett uttalande från militären," var meddelandets budskap. Upplopp bröt också ut på en militär garnison vid norra staden Gao, och en militärelev rapporterade att unga rekryter hade börjat skjuta i luften och tagit flera av deras ledande befäl som gisslan.

### 22 mars
På morgonen gick Amadou Konare ut i den statliga televisionen och identifierade sig själv som talesman för Nationellkommittén för återupprättande av demokratin och stat (CNRDR), som uppenbarligen bildats av kuppmakarna. Konare förklarade att militären hade tagit makten från den "inkompetenta regimen under Amadou Toumani Touré" och sade att de skulle överlämna den till en ny, demokratiskt vald regering.
Senare gick Kapten Amadou Sanogo ut i den statliga televisionen och förklarade att ett omedelbart utegångsförbud utlysts. Sanogo identifierade sig som CNRDR:s ordförande "tills vidare." Han uppmanade också till lugn och fördömde alla sorters plundring. Soldater har inte kunnat hitta Touré, som har hållit sig gömd sedan den 21 mars. På morgonen rapporterade Kenyas utrikesminister som besökt Mali vid den tidpunkten att Bamakos flygplats hade stängts och att han kunde höra skottlossning.
En militär tjänsteman, fortfarande lojal mot president Touré hävdade under förmiddagen att presidenten var vid god hälsa, och att inrikesministern samt försvarsministern också mådde bra - i motsats till de tidigare rapporterna om att försvarsministern hade arresterats. Utrikesministern var en bland flera ministrar som gripits efter att rebellerna intagit presidentpalatset och andra delar av huvudstaden.
Senare på dagen kom det fram att presidenten hade flytt till en hemlig militärbas med soldater lojala mot honom.
Ledaren för statskuppen sade att Malis gränser stängts och vädjade om lugn i den statliga televisionen. BBC rapporterade att Malis elitstyrka, de "Röda baskrarna", fortfarande var lojala mot Touré.
Längre in på dagen började rebellsoldater plundra presidentpalatset, bland annat genom att ta tv-apparater samt andra varor, samtidigt som deras ledare uppmanade dem att stoppa firandet genom skottlossning, en skottlossning som redan skadat minst 20 personer i huvudstaden.
Lojalister bekräftade att Toure var "säker och att han hade kommandot" på en militärförläggning någonstans i Bamako, i skydd av de "Röda baskrarna", ett fallskärmsregemente, där han tidigare tjänstgjort.

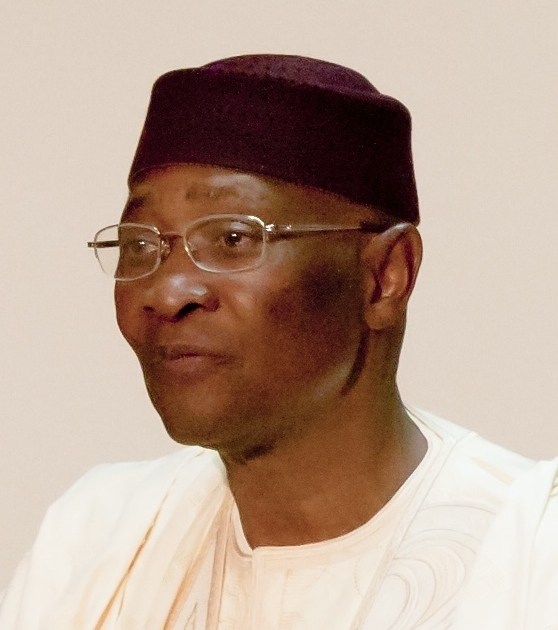
Amadou Toumani Touré

Rebellsoldater sade under kvällen att de hade för avsikt att inleda ett angrepp på deen regeringstrogna militärförläggningen i huvudstaden, där den avsatte presidenten troddes ha flytt till.

## Internationella reaktioner
- Förenta nationerna: I New York, sade en FN talesman att FN:s generalsekreterare Ban Ki-moon följer händelsen med "djup oro" och uppmanade till lugn och att missförhållanden måste lösas fredligt och inom den demokratiska processen. Ban bekräftade också FN:s stöd för den konstitutionella ordningen i landet.[20]
- Australien: Den australiska regeringen uppmanade sina medborgarna i Mali att hålla sig borta från gatorna och att undvika eventuella protester och demonstrationer.[21]
- Kanada: Utrikesminister John Baird konstaterade att "skillnader måste lösas genom dialog och demokratisk process, inte med våld" och efterlyste en återgång till stabilitet före nästa månads val. [22]
- Frankrike: Frankrike sa att de tillfälligt avbryter allt diplomatiskt samarbete med Mali.[23]
- Europeiska unionen: Europeiska unionen fördömer kuppen och önskar återställa den konstitutionella makten så snart som möjligt. Utvecklingsverksamhet har tills vidare skjutits upp.[24][25]
- Nigeria: Den nigerianska regeringen sade att det vägrar erkänna denna "författningsvidriga regeringen" i Mali, och fördömde starkt statskuppen.[26]
- Norge: Utrikesminister Jonas Gahr Støre sade att han fördömer kuppen mot Malis demokratiskt valda regering och president. Han sade att militären måste återlämna makten till de rättsliga myndigheterna så snart som möjligt.
- Sydafrika: Sydafrika fördömde statskuppen och stängde sin ambassad i Bamako.[27]
- Storbritannien: Ministern för Afrika, Henry Bellingham, sade att den brittiska regeringen är "djupt oroad" över rapporteringen om en statskupp och fördömer varje handling för att underminera demokratiskt styre och den maliska konstitutionen.[28]
- USA: Amerikanska utrikesdepartementets talesman Victoria Nuland sade att USA fördömer militärens maktövertagande och står legitimt med den valda regeringen under Touré.[29] Hon sa också att landets ambassad i Bamako "övervakar situationen noga och har rått amerikanska medborgare i Mali att söka skydd hos dem."[30]